# Simon von Cyrene

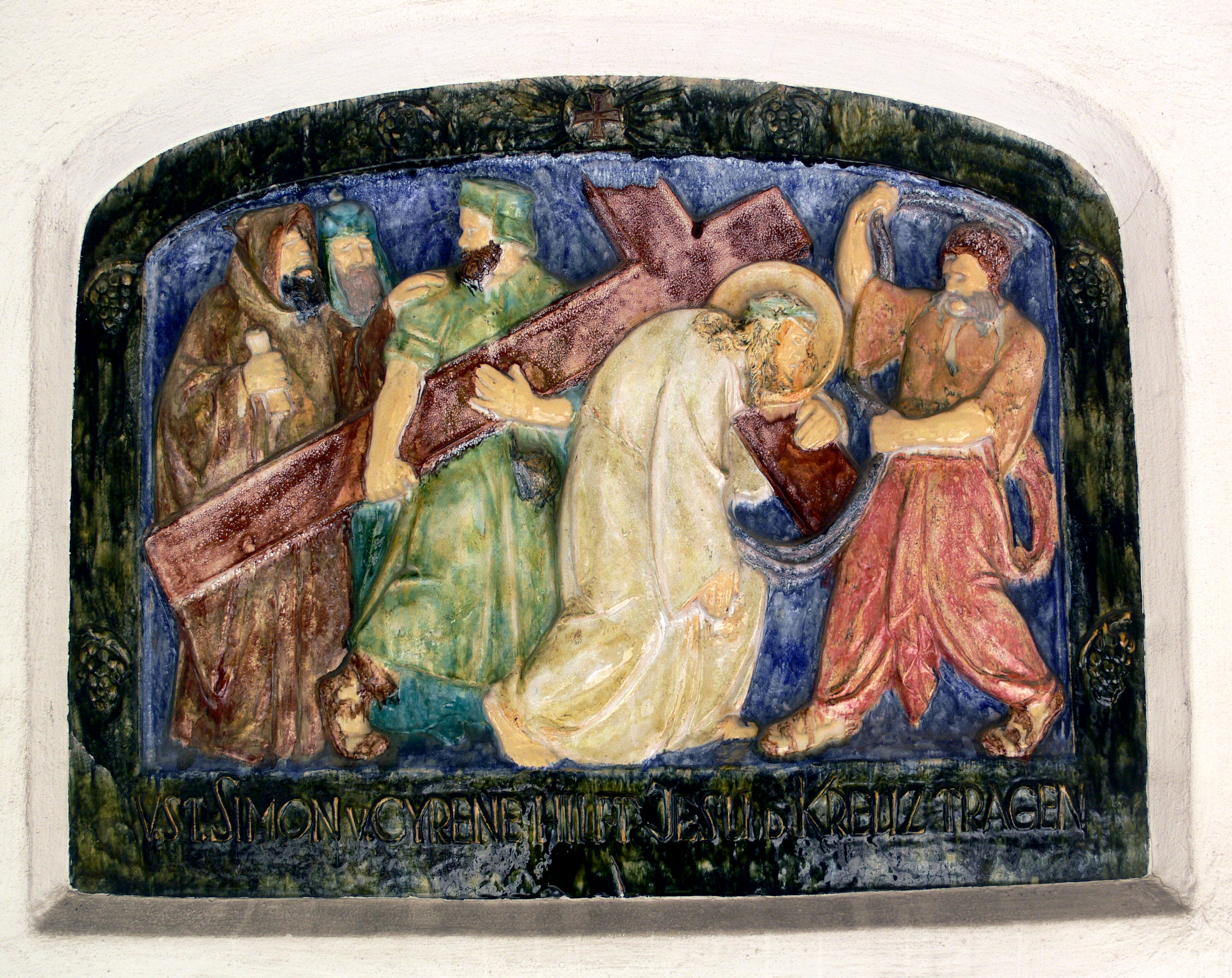
Valentin Kraus: „Simon von Cyrene hilft Jesus das Kreuz zu tragen“, 1926 (Kreuzwegstation an der Altöttinger Kapelle bei St. Nikolai am Gasteig, München)

Simon von Cyrene (oft auch: Kyrene oder Zyrene) (hebräisch שמעון, Šimʿon, Tiberisches Hebräisch Šimʿôn; griechisch Σίμων Κυρηναῖος, Simōn Kyrēnaios) ist eine in den synoptischen Evangelien erwähnte Gestalt der Passionsgeschichte. Das Markusevangelium beschreibt ihn als „den Vater des Alexander und des Rufus“ (Mk 15,21 ). Der Text des Lukasevangeliums legt nahe, dass er von der Feldarbeit kam (Lk 23,26 ). Simon befand sich auf dem Weg nach Hause, als ihn ein Trupp römischer Soldaten zwang, das Kreuz des verurteilten Jesus von Nazareth zu tragen (Mt 27,32 ). Ob Simon ein einfacher Feldarbeiter oder ein wohlhabend gewordener Rückkehrer aus der Kyrenaika (heute zu Libyen gehörend) war, bleibt unklar. Ebenso bleibt die Frage, wie weit Simon das Kreuz zu tragen hatte, in den Evangelien unbeantwortet.
Die Szene findet sich in den traditionellen 14 katholischen Kreuzwegstationen in der Regel als fünfte oder siebte Szene als Teil der Kreuztragung Christi wieder.
Für die Evangelisten Matthäus, Markus und Lukas bildet Simon von Cyrene die Idealgestalt für die Nachfolge Jesu. Das Johannes-Evangelium erwähnt ihn nicht.
Laut dem Kirchenvater Irenäus von Lyon vertrat der gnostische Häretiker Basilides von Alexandria die Lehre, dass tatsächlich Simon von Cyrene gekreuzigt wurde und nicht Jesus, weil Jesus die Gestalt des Simon angenommen habe und umgekehrt (Doketismus). Dass nicht Jesus hingerichtet wurde, sondern ein anderer, der ihm ähnlich sah, findet sich auch im Koran in Sure 4,157 angedeutet.

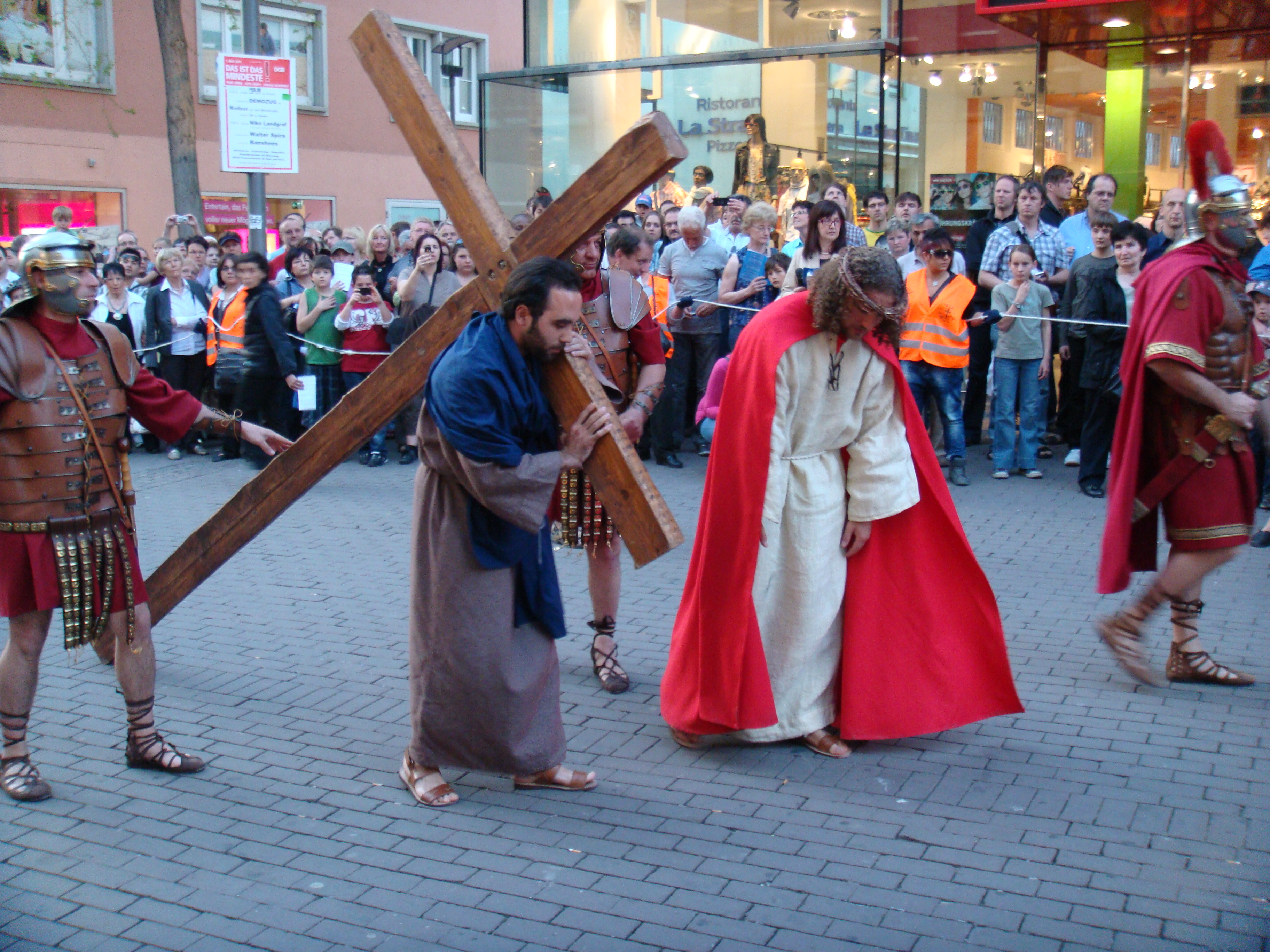
Simon von Cyrene hilft Jesus das Kreuz tragen, Neu-Ulm Lebendiger Kreuzweg (Karfreitag 2011)

In der Spätantike beriefen sich die Donatisten auf Simon als angeblichen Gründer einer autokephalen nordafrikanischen Kirche. Diesen widersprach unter anderem Augustinus.